# Szwajcarskie Stowarzyszenie Inżynierów i Architektów

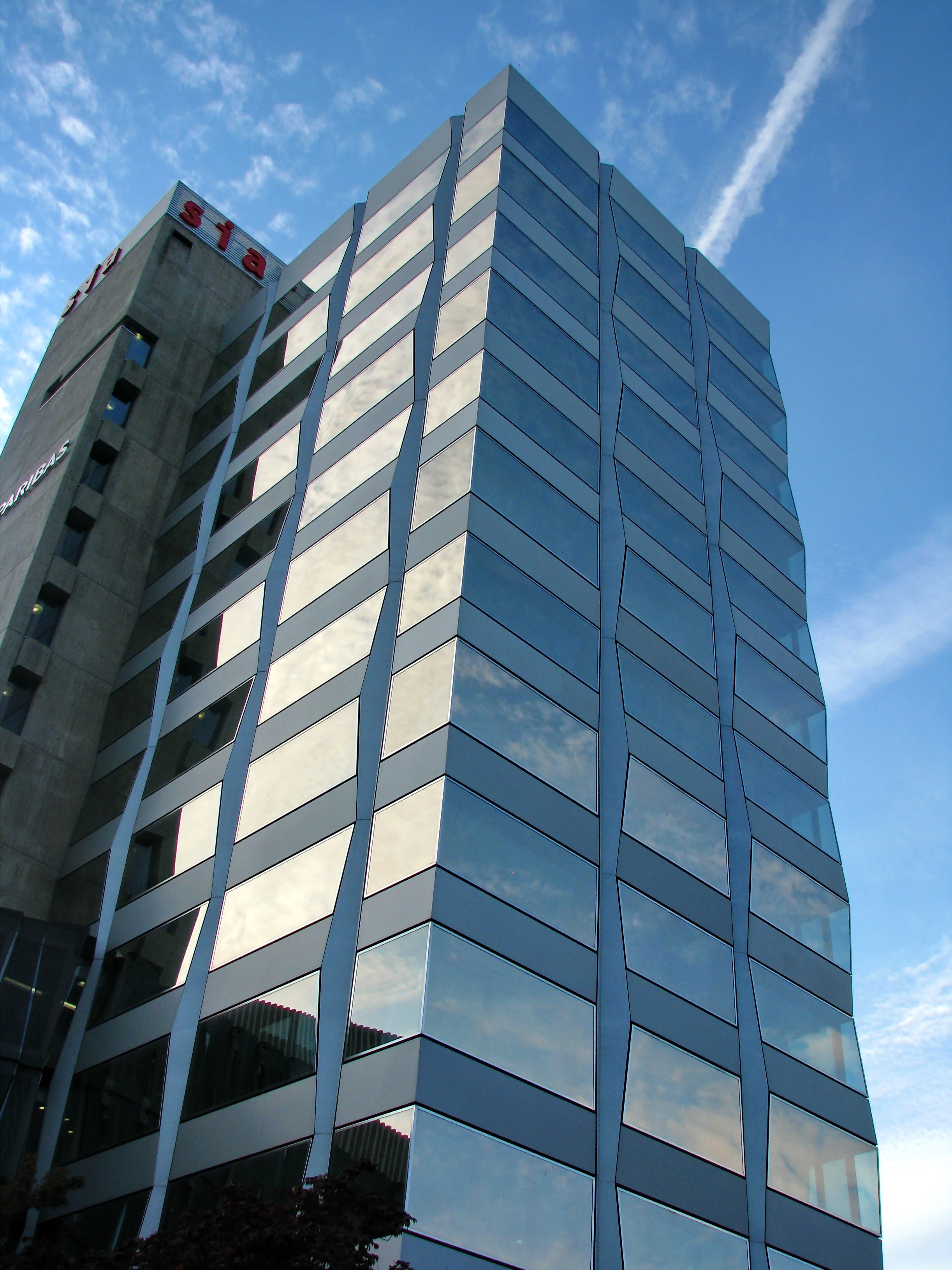
Wieżowiec SIA w Zurychu

Szwajcarskie Stowarzyszenie Inżynierów i Architektów w Zurychu – największe z licznych stowarzyszeń zawodowych inżynierów i architektów w Szwajcarii, założone w 1837 w Aarau, zrzeszało w 2007 ponad 14 tys. członków, w tym ponad 5600 architektów praktykujących zawód indywidualnie i ponad 1260 biur architektonicznych.
Oficjalne nazwy w językach narodowych i w języku angielskim:
- Schweizerischer Ingenieur- und Architektenverein
- Société Suisse des Ingénieurs et des Architectes
- Società Svizzera degli Ingegneri e degli Architetti
- Swiss Society of Engineers and Architects

Stowarzyszenie stanowi referencję dla specjalistów z dziedzin budownictwa, techniki i środowiska. Jego celem jest promowanie kreatywności, innowacyjności i optymalizacja jakości oraz zaangażowanie na rzecz uznania wymiaru kulturalnego, socjalnego i ekonomicznego zawodów inżyniera i architekta.
Jedną z ważniejszych funkcji SIA jest opracowywanie i harmonizacja, przy współpracy z innymi organizacjami zawodowymi w Szwajcarii i zagranicą, wszelkich wytycznych, rekomendacji i norm szwajcarskich dotyczących budownictwa i architektury (normy SIA).
SIA organizuje też kursy, konferencje i grupy robocze mające na celu ciągłe podnoszenie wiedzy zawodowej i jakości wykonywania zawodów, zapewnia wsparcie praktyki i ochrony prawnej zawodów, które reprezentuje. Roczna składka członkowska wynosi 250 CHF, a przynależność, jak we wszystkich stowarzyszeniach jest dobrowolna.

## Znani członkowie Stowarzyszenia

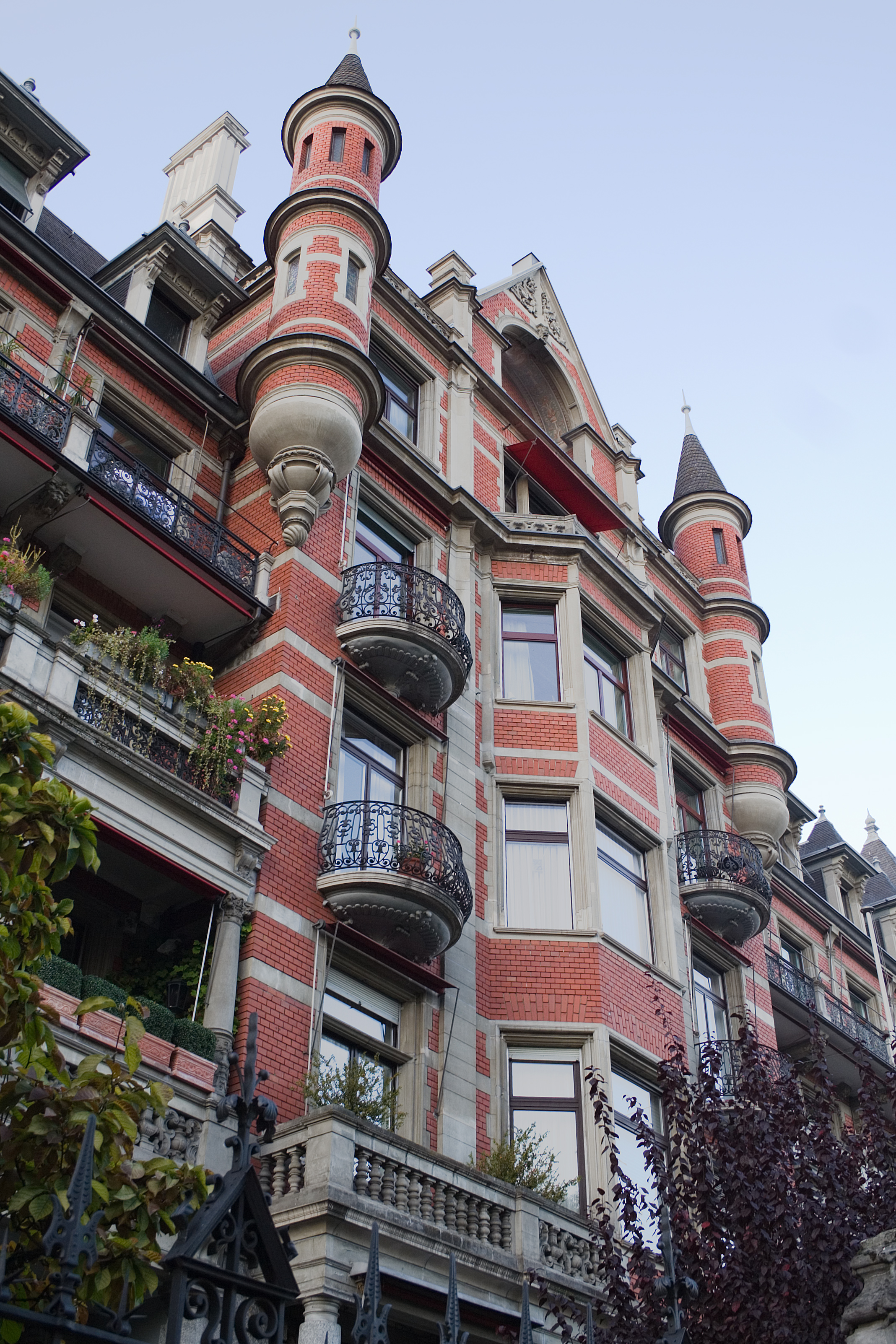
Rotes Schloss (Czerwony Zamek) w Zurychu, dawna siedziba SIA

- Robert Maillart, architekt, inżynier SIA, Berno †
- Luigi Snozzi, architekt SIA, Locarno
- Livio Vacchini, architekt SIA, Locarno †
- Aurelio Galfetti, architekt SIA, Lugano
- Mario Botta, architekt SIA, Lugano
- Santiago Calatrava, architekt SIA, Zurych
- Jacques Herzog, architekt SIA, Bazylea
- Pierre de Meuron, architekt SIA, Bazylea
- Christian Kerez, architekt SIA, Zurych

## Inne ważniejsze organizacje architektów
- CSA - Konferencja Architektów Szwajcarskich. csa-archi.ch. [zarchiwizowane z tego adresu (2007-05-31)]. w Neuchâtel
- BSA / FAS - Szwajcarska Federacja Architektów w Bazylei
- FASI - Szwajcarska Federacja Architektów Niezależnych w Rüschlikon
- BSLA / FSAP- Szwajcarska Federacja Architektów Krajobrazu w La Chaux-de-Fonds (grupa SIA)
- VSI / ASAI - Szwajcarskie Stowarzyszenie Architektów Wnętrz w Zurychu
- FSU - Szwajcarska Federacja Urbanistów w St. Gallen (grupa SIA)